# Вяню
Вяню (Веню, Вене, Веняйское) (лит. Venių ežeras) — небольшое пресноводное озеро в центральной части Западной Литвы, исток Венты. Расположено между городами Варняй и Ужвентис, на территории деревни Вяняй Ужвентского староства Кельмеского района.
Площадь зеркала озера составляет 0,094 км², длина береговой линии — 1,24 км, максимальная длина (север ↔ юг) — ≈400 м, максимальная ширина (запад ↔ восток) — ≈350 м.